# Notiobiella nguyeni
Notiobiella nguyeni är en insektsart som beskrevs av Vladimir N. Makarkin 1993. Notiobiella nguyeni ingår i släktet Notiobiella och familjen florsländor. Inga underarter finns listade i Catalogue of Life.